# Hnat Khotkevych
Hnat Martynovyč Khotkevych (em russo: Гнат Мартынович Хоткевич) foi um escritor, compositor, dramaturgo e professor ucraniano. Nasceu em 31 de dezembro de 1877 na cidade de Kharkiv, na Ucrânia. Em 1900, graduou-se no Instituto Tecnológico de Kharkiv. Devido a seu ativismo político, foi perseguido pelo regime, tendo que se mudar para Lviv e mais tarde para outras cidades. Isso o levou a ser condenado a execução em 1938, sendo morto no dia 8 de outubro do mesmo ano.